# St. Andrea Szőlőbirtok
A 2002-ben alapított St. Andrea Szőlőbirtok Magyarország északkeleti részén, a Bükk-hegység lábánál húzódó Egri borvidéken gazdálkodik. A birtok központja Egerszalókon található.

## Fekvése
A St. Andrea Szőlőbirtok az Egri borvidéken összesen négy településen, kilenc dűlőben, 53 hektáron gazdálkodik. Éghajlati adottságai alapján a borvidék inkább hűvösebb, amit az itt termelt borok karaktere is mutat: jellemzőek az összetett savak, a gazdag aromák, a nem túlzó tanninok és az elegancia. 
A borvidék termőtalaja igen változatos. Meghatározó a vulkáni eredetű riolittufa altalaj, amit elsősorban igen kötött, mély, gazdag agyagtartalmú barna talaj borít. Egyes termőhelyeken megjelenik a mész, a pala, a zeolit, a márga és a homokkő is.

## A borász
Dr. Lőrincz György 1991-ben szerzett diplomát a Kertészeti és Élelmiszeripari Egyetemen, 1998-ban ugyanott doktorált, 2011–2014 között a Szent Atanáz Görögkatolikus Hittudományi Főiskola hallgatója volt. 1985–1992 között OB-I osztályú vízilabdázó, 1994-ig az Egri Szőlészeti és Borászati Kutatóintézet borásza, 1995–2002 között az Egervin technológiai vezetője, ezt követően a St. Andrea Szőlőbirtok vezetője, borásza, társtulajdonosa, a Pannon Bormíves Céh tagja. 2007-ben a Magyar Köztársasági Érdemrend Lovagkeresztjével tüntették ki, 2008-ban a Borászok borásza, 2009-ben az Év Bortermelője címmel ismerték el, 2013-ban megkapta a Magyar Köztársasági Érdemrend Tiszti keresztjét.
2014-ben a St. Andrea Szőlőbirtok munkatársa lett a szőlész-borász szakmérnök végzettségű ifj. Lőrincz György, aki elsősorban a szőlőben segíti a pincészet munkáját.

## Borkészítési filozófia
A szőlőbirtok ültetvényeinek nagy része saját telepítés. Jelenleg 17 szőlőfajtával foglalkoznak, körülbelül 70-30% a kék- és a fehérszőlők aránya. A telepítések során Eger jellemző szőlőfajtáit ültetik, a legfontosabbak az olaszrizling, a hárslevelű és a furmint, a kékszőlők közül pedig a kékfrankos. Hitvallása szerint a pincészet elsősorban a termőhely adottságait és Eger bortermelő hagyományait kívánja megmutatni; ezért főként a borházasításokra, a Bikavérre és az Egri Csillagra fókuszál. Ezeket az Egri borvidék klasszifikációjának megfelelően három minőségi szinten készítik: classicus, superior és grand superior kategóriákban. Boraik természetes módon, hagyományos eljárással készülnek.

## Dűlők és szőlőfajták
Magyalos-dűlő
Egerszalók északi részén található, talaja vulkáni riolittufa, melyet mély, kötött, agyagban gazdag talaj fed. A 2,9 hektáron elterülő, dél-délkeleti kitettségű dűlő legmagasabb pontja kb 230 méter.  
Szőlőfajták: kadarka, kékfrankos, merlot. Tőkeszám: 6200 tő/hektár.
Paptag-dűlő
Egerszalók központi részén elhelyezkedő birtok, talaja vulkáni riolittufa, melyet mély, kötött, agyagban gazdag talaj borít. A tető déli és délnyugati fekvésű, területe: 5,1 hektár. 
Szőlőfajták: pinot blanc, chardonnay, rajnai rizling, viognier, pinot noir, menoir, merlot, kékfrankos, syrah, cabernet franc. Tőkeszám: 6200 tő/hektár.
Ferenc-hegy-dűlő
A Ferenc-hegy Egerszalók egyik jelképes dűlője, mely 3 hektáron, kb. 240 méteres tengerszintfeletti magasságon helyezkedik el, kitettsége kelet-délkeleti. Talaja vulkáni riolittufa, melyet tápanyagban szegény, vékonyabb termőréteg fed.  
Szőlőfajták: pinot noir, chardonnay, kékfrankos. Tőkeszám: 6200 tő/hektár. 
Kovászó-dűlő
A dűlőt borító talaj hasonló a Ferenc-hegyéhez, vékony termőrétegű, agyagos és szikár. A 0,3 hektáron elterülő fennsík enyhén észak felé fordul, tengerszintfeletti magassága kb. 220 méter.  Szőlőfajták: chardonnay. Tőkeszám: kb. 10 000 tő/hektár. 
Boldogságos-dűlő
Egerszólát területén egy 13 millió éves riolittufa-ömlés található, melyben a középső miocénban lerakódott kavics és szárazföldi agyagréteg rétegződés is megfigyelhető. A tufás altalajt vékony, agyagos termőréteg fedi. A dél és délkeleti fekvésű dűlő legmagasabb pontja kb. 220 méter, területe 5,3 hektár. 
Szőlőfajták: hárslevelű, furmint, leányka, olaszrizling, szürkebarát, viognier, sauvignon blanc. Tőkeszám: kb. 6200 tő/hektár.
Kis-Eged-dűlő
Eger térségében található, keleti fekvésű dűlő, területe 0,8 hektár. Oligocén mélytengeri képződményekre, kiscelli agyagra és egri agyagmárgára rétegződik az enyhén savanyú, meszes, palás, tufás, humuszban szegény és ásványban gazdag talaj. 
Szőlőfajták: pinot noir, furmint. Tőkeszám 6-8000 tő/hektár.
Nagy-Eged-hegy-dűlő
A Nagy-Eged hegy az Egri borvidék emblematikus termőhelye. Az Eger térségében emelkedő hegy alapkőzete - a borvidéken egyedülálló módon -, nem riolittufa, hanem szürke triászkori mészkő.  Erre mészmárga alapú sárgásfehér üledék, a nummulitesz mész rakódott le, mely ma a Nagy-Eged-hegy legjellemzőbb altalaját adja, fedőtalaja sekély rendzina talaj. A 6,5 hektáron elhelyezkedő dűlő egyedi mikroklímával rendelkezik. A szinte merőlegesen beérkező napsugarakat a sziklás mészkőtalaj visszaveri, több fokkal melegebb hőmérsékletet hozva létre a talaj felszíne felett. Korai tavasz jellemzi. A meredek, déli lejtők és a sekély talaj miatt a csapadék viszonylag hamar leérkezik, így a hegyoldal száraznak mondható. 
Szőlőfajták: kékfrankos, kadarka, csóka, pinot noir, syrah, merlot, chardonnay, furmint. Tőkeszám 6200-10 000 tő/hektár.
Nagy-Eged-dűlő
A Nagy-Eged-hegy alsó részén, a hegy „szoknyáján” terül el az 5 hektáros birtok. Különleges, mészköves kőzetét gazdagabb humusztartalmú feltalaj borítja. 
Szőlőfajták: kékfrankos, merlot, cabernet franc, hárslevelű, sauvignon blanc. Tőkeszám: 4000 tő/hektár.
Hangács-dűlő
A Demjén község területéhez tartozó 17 hektáros birtok rendkívüli változatos felszínű termőhely, közepén egy katlannal. A jellemzően tufás altalajon vékony, agyagos termőréteg található. A déli kitettségű dűlő legmagasabb pontja a 220 méteren elterülő Messzelátó-tető.  
Szőlőfajták: kékfrankos, kadarka, merlot, pinot noir, cabernet franc, turán, hárslevelű, leányka, pinot blanc, sauvignon blanc. Tőkeszám 5000 tő/hektár

## Díjak, elismerések
- Magyarország legnépszerűbb borászata (Borbarát Magazin 2006)

- Prestige Award 2011 (Az év legnagyobb presztízsű magyar borászata, Prestige Reserve Club)
- Az Év legkedveltebb borászata, 2011 (Debreceni Borozó Magazin)
- Az Év legkedveltebb borászata, 2013 (Debreceni Borozó Magazin)
- Az Évtized TOP 10 borászata között (Borigo Magazin 2014)
- Az Év legjobb borászata, 2014 (Debreceni Borozó Magazin)
- Az Év pincészete, 2014 (Borigo Magazin)

Dr. Lőrincz Györgyöt 2007-ben a Magyar Köztársasági Érdemrend Lovagkeresztjével tüntették ki, 2008-ban a Borászok borásza, 2009-ben az Év Bortermelője címmel ismerték el, 2013-ban megkapta a Magyar Köztársasági Érdemrend Tiszti keresztjét.